# وسط ناقل
الوسط الناقل هو عبارة عن الوسط الذي تنتقل فيه الكهرباء ويستعمل عادةً النحاس ولكن هناك عدد كبير جدا من العناصر الناقلة للكهرباء في الطبيعة.